# Дальдорф (Зегеберг)
Дальдорф (нім. Daldorf) — громада в Німеччині, розташована в землі Шлезвіг-Гольштейн. Входить до складу району Зегеберг. Складова частина об'єднання громад Боштедт-Ріклінг.
Площа — 15,16 км2. Населення становить 639 ос. (станом на 31 грудня 2020).